# 河原敬
河原 敬（かわはら たかし、1931年（昭和6年）4月11日 - 2011年（平成23年）4月13日）は、日本の政治家。北海道歌志内市長（3期）。位階は従五位。旭日小綬章受章。

## 来歴
北海道芦別市出身。北海道歌志内高等学校卒。歌志内市役所に入り、企画開発、財政、総務の各課長、土地開発公社理事、助役などを歴任し、1992年、歌志内市長選挙に立候補し、現職の堀内日出男を破って当選した。1996年に無投票で再選。2000年も無投票で三選した。歌志内市長は2004年まで務めた。

## 栄典
死没日付をもって従五位に叙され、旭日小綬章を追贈された。